# ديفد كروننبرغ
ديفد بول كروننبرغ ديفيد كرونينبرغ، كرونينبرج، كروننبرج (بالإنكليزية: David Paul Cronenberg) مخرج كندي وممثل أحياناً، وُلد في 15 مارس 1943 في تورنتو، أونتاريو، كندا. يشتهر بأفلامه عن رعب الجسد، وتعرض ثيماته مخاوف البشر إزاء تحلل أجسادهم.

## فيلموغرافيا
- ستريو (1969)
- جرائم المستقبل (1970)
- الرعشات (1975)
- متطرف (1977)
- الشركة السريعة (1979)
- الذرية (1979)
- المساحون (1981)
- فيديودروم (1983)
- النطاق المميت (1983)
- الذبابة (1986)
- المشابهون (1988)
- الغداء العاري (1991)
- إم. بترفلاي (1993)
- تحطم (1996)
- إكزيستنز (1999)
- العنكبوت (2002)
- تاريخ من العنف (2005)
- الوعود الشرقية (2007)

## وصلات خارجية
- ديفد كروننبرغ في نجم الشمال
- حس السينما: قاعدة بيانات المخرجين العظماء النقدية
- مقالة في موقع صالون دوت كوم
- مقابلة في 1999 تقريباً
- تصريح المخرج ديفد كروننبرغ حول «ستيريو» و«جرائم المستقبل» 2005
- مقابلة عن حلقة القمندان 52
- موسوعة الفيلم الكندي -منشورات مكتبة مراجع الأفلام/قسم من مجموعة مهرجان تورنتو الدولي للأفلام نسخة محفوظة 26 سبتمبر 2007 على موقع واي باك مشين.
- موقع مكرس لفيلم كروننبرغ تصادم نسخة محفوظة 30 يناير 2009 على موقع واي باك مشين.
- ديفد كروننبرغ على موقع IMDb (الإنجليزية)
- ديفد كروننبرغ على موقع الموسوعة البريطانية (الإنجليزية)
- ديفد كروننبرغ على موقع مونزينجر (الألمانية)
- ديفد كروننبرغ على موقع ألو سيني (الفرنسية)
- ديفد كروننبرغ على موقع تيرنر كلاسيك موفيز (الإنجليزية)
- ديفد كروننبرغ على موقع أول موفي (الإنجليزية)
- ديفد كروننبرغ على موقع قاعدة بيانات الأفلام السويدية (السويدية)
- ديفد كروننبرغ على موقع إن إن دي بي (الإنجليزية)
- ديفد كروننبرغ على موقع ديسكوغز (الإنجليزية)
- ديفد كروننبرغ على موقع قاعدة بيانات الفيلم (الإنجليزية)